# 阳春镇 (汉中市)
阳春镇，是中华人民共和国陕西省汉中市南郑区下辖的一个乡镇级行政单位。

## 行政区划
阳春镇下辖以下地区：
安坎村、付家河村、双桥村、柳元村、徐庙村、农丰村、陈家村、杜家湾村、泉沟村、苇池村、玉泉村、庄房村和凤凰村。